# Bolbitis acrostichoides
Bolbitis acrostichoides là một loài thực vật có mạch trong họ Lomariopsidaceae. Loài này được (Afzel. ex Sw.) Ching mô tả khoa học đầu tiên năm 1934.